# Martian Land
Pour plus de détails, voir Fiche technique et Distribution.
Martian Land est un film de science-fiction et d'action américain de 2015, réalisé par Scott Wheeler et mettant en vedette Alan Pietruszewski, Lane Townsend et Jennifer Dorogi. Il a été produit par le studio de cinéma indépendant américain The Asylum. Dans la tradition du catalogue de The Asylum, Martian Land, sorti le 6 octobre 2015, est un mockbuster du film Seul sur Mars, sorti le 2 octobre 2015.

## Synopsis
Dans un avenir lointain, la race humaine a rendu la Terre pratiquement inhabitable en raison de la pollution, de l’éruption du volcan Yellowstone et de la mauvaise utilisation des ressources de la planète. Maintenant, l’humanité vit sur Mars, dans des villes qui ressemblent à celles que l’on trouvait autrefois sur Terre, qui sont protégées de l’environnement extraterrestre par des champs de force en forme de dôme. Lorsqu’une tempête de sable d’une intensité record traverse le dôme et détruit Mars New York (MNY), les habitants de Mars Los Angeles (MLA) doivent trouver un moyen d’arrêter la tempête avant qu’elle ne les anéantisse à leur tour. La puissance de la tempête de sable a été accrue en raison des efforts de terraformation sur Mars, réactivant les volcans endormis depuis longtemps.
Le Dr Foster est envoyé de la Terre vers Mars Los Angeles en vue de trouver une solution pour empêcher la tempête de frapper la ville, mais il est associé à Neil, un pilote qui sort avec l’ex-femme de Foster, Miranda. Le Dr Foster est plus intéressé par le nettoyage de la Terre et propose un plan pour utiliser les impulsions électromagnétiques pour affaiblir la tempête. Miranda, le chercheur principal basé sur Mars, est angoissée car leur fille adolescente Ellie, est piégée dans les tunnels sous les ruines de Mars New York, avec sa petite amie / partenaire de vie, Ida. Les deux tentent de trouver un passage sûr vers MLA, car la série de tunnels qui reliaient autrefois les villes a été bloquée ou détruite. Le commandant militaire, Reiger, estime que la réponse du scientifique est insuffisante pour prévenir les pertes en vies humaines.

## Distribution
- Alan Pietruszewski : Neil
- Lane Townsend : Foster
- Jennifer Dorogi : Miranda
- Arianna Afsar : Ellie[1]
- Chloe Farnworth : Ida
- Dionne Neish : Reiger
- Eddy Owdish : Klaus
- Caroline Attwood : Dana
- James Wong : Bryce
- Chaim Dunbar : Andrews
- Dan Czerwonka : Carlos
- Caroline Williams : Ulyana
- Maximilian Elfeldt : Jenkins[2]

## Accueil

### Réception critique
Radio Times a donné au film 2 étoiles sur 5. The Movie Scene a également donné au film 2 étoiles sur 5, notant que le jeu de Lane Townsend était la meilleure partie du film. Movie Mag a trouvé la prémisse du film intrigante, mais a trouvé que le film « l’a foiré à chaque tournant ». Moria a noté que bien que ce film ait utilisé le même cadre que Seul sur Mars, dont on dit qu’il s’agit d’un mockbuster, l’histoire était entièrement différente. Moria note également que ce film fonctionne mieux que la plupart des autres films de The Asylum, bien que l’exactitude scientifique du film soit discutable.